# Stadio Parken
Lo stadio Parken, conosciuto per motivi di sponsorizzazione come Telia Parken, è un impianto polifunzionale di Copenaghen, situato nel distretto di Indre Østerbro.
Dotato di tetto retrattile, è munito di 38 065 posti a sedere e ospita le partite casalinghe del Copenaghen e della nazionale danese. Fa parte della classe di stadi a 4 stelle della UEFA dal 1993. Può dunque ospitare la finale di Europa League, ma non della UEFA Champions League, evento che richiede almeno 50 000 posti.

## Storia

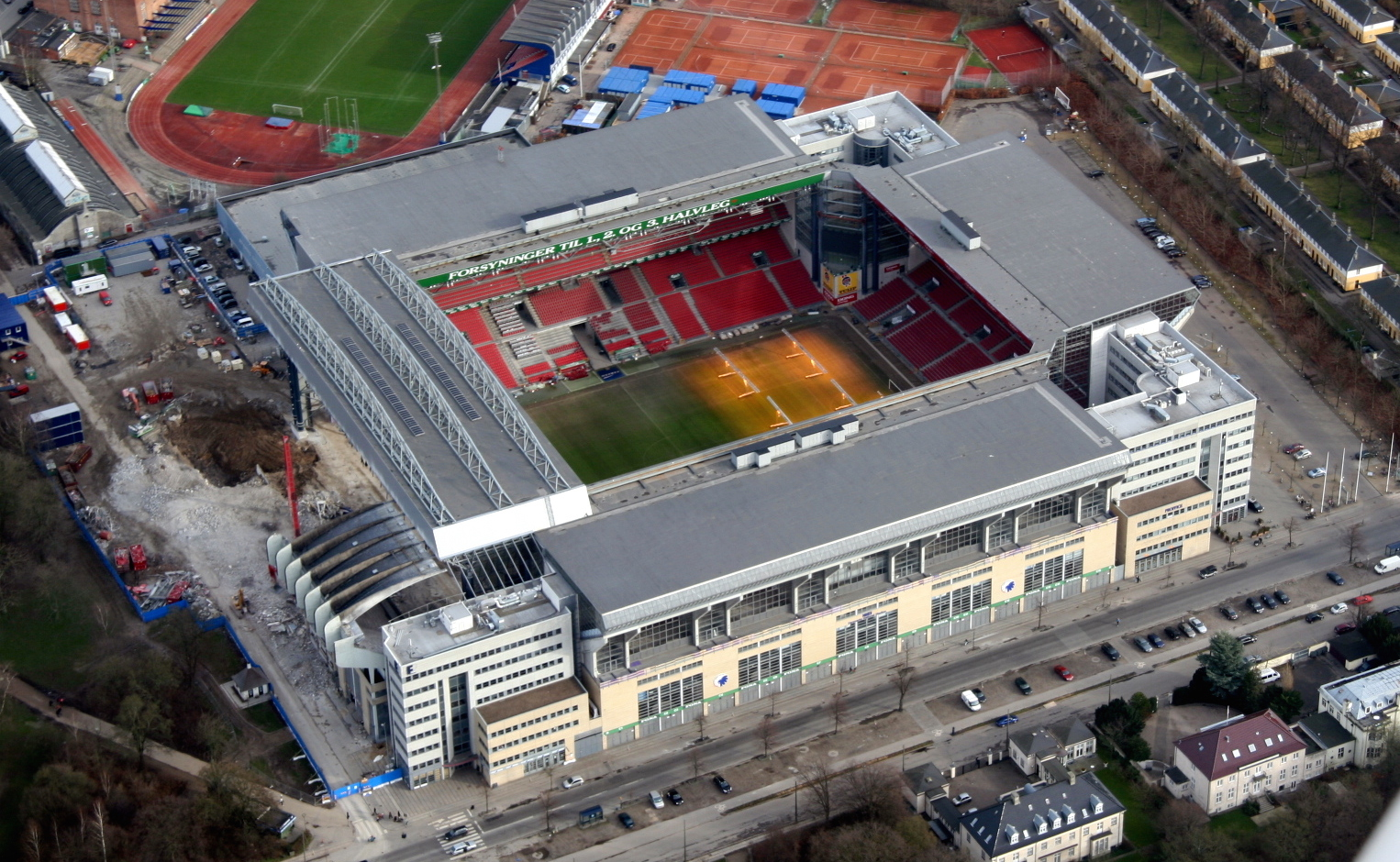
Veduta aerea del Parken.

L'impianto fu costruito tra il 1990 e il 1992 sul terreno dove prima sorgeva l'Idrætsparken. Il 15 novembre 1990 iniziò una completa ristrutturazione del vecchio stadio, opera costata 640 milioni di corone danesi, sotto la guida dell'architetto Gert Andersson. Durante il biennio di ristrutturazione il Parken fu il secondo più grande cantiere di costruzione della Danimarca, superato solo dallo Storebæltsbroen. L'inaugurazione ufficiale dello stadio risale al 9 settembre 1992, quando in questo impianto la Danimarca fu sconfitta in amichevole dalla Germania per 1-2.
Il Parken fu ricostruito dagli investitori di Baltica Finans A/S in cambio della garanzia, concessa dalla federcalcio danese, che le partite della nazionale danese sarebbero state disputate al Parken per i successivi 15 anni. Il progetto previde l'abbattimento e la riedificazione di tre delle tribune originarie, per un costo di 640 milioni di corone danesi.
La prima finale internazionale disputata nello stadio fu l'atto conclusivo della Coppa delle Coppe 1993-1994, che vide la vittoria dell'Arsenal contro il Parma per 1-0. 
In seguito l'impianto fu sede della finale della Coppa UEFA 1999-2000, vinta dal Galatasaray contro l'Arsenal ai tiri di rigore.
Nel giugno 1998 Baltica Finans perfezionò la cessione dello stadio alla società del Copenaghen per 138 milioni di corone danesi.
Al Parken si svolse l'Eurovision Song Contest 2001. In quest'occasione fu installato il tetto retrattile.
Nel 2001 la federcalcio danese stabilì che da quell'anno la finale della Coppa di Danimarca si sarebbe disputata sempre al Parken.
Dal 2007 lo stadio è tappa annuale del Sensation White, un evento di musica dance che si svolge in novembre.
Il 2 giugno 2007, durante la partita di qualificazione al campionato d'Europa 2008 Danimarca-Svezia svoltasi al Parken, un tifoso danese invase il campo e attaccò l'arbitro Herbert Fandel, che aveva appena concesso un calcio di rigore agli svedesi all'89º minuto di gioco, espellendo Christian Poulsen per aver colpito con un pugno l'attaccante svedese Markus Rosenberg. La partita fu sospesa e data vinta alla Svezia per 3-0 a tavolino, la federcalcio danese fu multata e le due successive gare della Danimarca furono giocate ad almeno 140 km da Copenaghen per decisione del massimo organo calcistico europeo.
In occasione della UEFA Champions League 2012-2013 la squadra del Nordsjælland, inserita nel Gruppo E con Chelsea, Šachtar Donec'k e Juventus, disputò le proprie partite casalinghe in questo stadio invece che sul proprio terreno di gioco di Farum.
Fu uno degli stadi candidati ad ospitare l'Eurovision Song Contest 2014.
Il 1º maggio 2014 fu installata al Parken una rete wi-fi di ultima generazione ad alta velocità, il cui utilizzo è concesso in uso gratuito a tutti gli spettatori dello stadio per qualsiasi evento. L'opera, curata da Telia Company, prevede in cambio anche l'acquisizione da parte della compagnia telefonica dei diritti di denominazione dello stadio, rinominato, dal 17 luglio 2014 e per i successivi sette anni, Telia Parken.
Ha ospitato quattro partite del campionato d'Europa 2020. 

## Finale Coppa delle Coppe
| Arbitro: | Václav Krondl |

|           |           |  |
| Smith 20’ | Marcatori |  |

## Finale Coppa UEFA
| Arbitro: | Antonio López Nieto |

|                                  |                      |                      |
| Ergün Penbe Şükür Davala Popescu | Tiri di rigore 4 – 1 | Šuker Parlour Vieira |

## UEFA Euro 2020
| Data           | Ora   | Squadra #1 | Ris.    | Squadra #2 | Fase del torneo  | Spettatori |
| -------------- | ----- | ---------- | ------- | ---------- | ---------------- | ---------- |
| 12 giugno 2021 | 18:00 | Danimarca  | 0-1     | Finlandia  | Gruppo B         | 13 790     |
| 17 giugno 2021 | 18:00 | Danimarca  | 1-2     | Belgio     | Gruppo B         | 23 395     |
| 21 giugno 2021 | 21:00 | Russia     | 1-4     | Danimarca  | Gruppo B         | 23 644     |
| 28 giugno 2021 | 18:00 | Croazia    | 3-5 dts | Spagna     | Ottavi di finale | 22 771     |

## Concerti
| Data           | Artista                         | Nazionalità | Tour                                                 | Biglietti venduti / Biglietti guadagnati | Incasso    |
| 1993           | 1993                            | 1993        | 1993                                                 | 1993                                     | 1993       |
| -------------- | ------------------------------- | ----------- | ---------------------------------------------------- | ---------------------------------------- | ---------- |
| 13 agosto      | Whitney Houston                 | Stati Uniti | The Bodyguard World Tour                             | N.D.                                     | N.D.       |
| 1994           |                                 |             |                                                      |                                          |            |
| 25 agosto      | Pink Floyd                      | Regno Unito | The Division Bell Tour                               | N.D.                                     | N.D.       |
| 1997           |                                 |             |                                                      |                                          |            |
| 22 giugno      | Céline Dion                     | Canada      | Falling Into You: Around the World                   | N.D.                                     | N.D.       |
| 4 agosto       | U2                              | Irlanda     | PopMart Tour                                         | 42.734 / 42.734                          | $2.079.137 |
| 14 agosto      | Michael Jackson                 | Stati Uniti | HIStory World Tour                                   | 97.563 / 97.563                          | $5.296.577 |
| 29 agosto      | Michael Jackson                 | Stati Uniti | HIStory World Tour                                   | 97.563 / 97.563                          | $5.296.577 |
| 1998           |                                 |             |                                                      |                                          |            |
| 29 luglio 1998 | The Rolling Stones              | Regno Unito | Bridges to Babylon Tour                              | 47.726 / 47.726                          | $2.832.622 |
| 1999           |                                 |             |                                                      |                                          |            |
| 26 giugno      | Bruce Springsteen E Street Band | Stati Uniti | Bruce Springsteen and the E Street Band Reunion Tour | N.D.                                     | N.D.       |
| 2001           |                                 |             |                                                      |                                          |            |
| 23 settembre   | Depeche Mode                    | Regno Unito | Exciter Tour                                         | N.D.                                     | N.D.       |
| 2003           |                                 |             |                                                      |                                          |            |
| 2 maggio       | Paul McCartney                  | Regno Unito | Back in the World Tour                               | N.D.                                     | N.D.       |
| 13 luglio      | The Rolling Stones              | Regno Unito | Licks Tour                                           | N.D.                                     | N.D.       |
| 2005           |                                 |             |                                                      |                                          |            |
| 31 luglio      | U2                              | Irlanda     | Vertigo Tour                                         | 50.000 / 50.000                          | $3.650.294 |
| 2006           |                                 |             |                                                      |                                          |            |
| 6 luglio       | Robbie Williams                 | Regno Unito | Close Encounters Tour                                | N.D.                                     | N.D.       |
| 7 luglio       | Robbie Williams                 | Regno Unito | Close Encounters Tour                                | N.D.                                     | N.D.       |
| 11 novembre    | George Michael                  | Regno Unito | 25 Live                                              | 46.918 / 46.918                          | $6.052.422 |
| 2007           |                                 |             |                                                      |                                          |            |
| 23 giugno      | Justin Timberlake               | Stati Uniti | FutureSex/LoveShow                                   | 55.041 / 55.041                          | $4.094.782 |
| 5 agosto       | The Rolling Stones              | Regno Unito | A Bigger Bang Tour                                   | N.D.                                     | N.D.       |
| 2008           |                                 |             |                                                      |                                          |            |
| 5 giugno 2008  | Céline Dion                     | Canada      | Taking Chances World Tour                            | N.D.                                     | N.D.       |
| 29 giugno 2008 | Bruce Springsteen               | Stati Uniti | Magic Tour                                           | 45.929 / 45.929                          | $5.298.725 |
| 2009           |                                 |             |                                                      |                                          |            |
| 19 giugno      | AC/DC                           | Australia   | Black Ice World Tour                                 | 48.869 / 48.869                          | $5.363.954 |
| 30 giugno      | Depeche Mode                    | Regno Unito | Tour of the Universe                                 | N.D.                                     | N.D.       |
| 11 luglio      | Britney Spears                  | Stati Uniti | The Circus: Starring Britney Spears                  | 44.821 / 44.821                          | $4.928.523 |
| 11 agosto      | Madonna                         | Stati Uniti | Sticky & Sweet Tour                                  | 48.064 / 48.064                          | $6.709.250 |
| 26 ottobre     | Muse                            | Regno Unito | The Resistance Tour                                  | N.D.                                     | N.D.       |
| 2011           |                                 |             |                                                      |                                          |            |
| 15 luglio      | Take That                       | Regno Unito | Progress Live                                        | N.D.                                     | N.D.       |
| 2012           |                                 |             |                                                      |                                          |            |
| 2 luglio       | Madonna                         | Stati Uniti | The MDNA Tour                                        | 29.416 / 29.416                          | $2.980.465 |
| 28 agosto      | Coldplay                        | Regno Unito | Mylo Xyloto Tour                                     | 50.595 / 50.595                          | $3.706.340 |
| 2 settembre    | Lady Gaga                       | Stati Uniti | The Born This Way Ball                               | 27.819 / 27.819                          | $2.223.471 |
| 2013           |                                 |             |                                                      |                                          |            |
| 14 maggio      | Bruce Springsteen               | Stati Uniti | Wrecking Ball World Tour                             | 49.017 / 49.017                          | $5.102.138 |
| 13 giugno      | Depeche Mode                    | Regno Unito | Delta Machine Tour                                   | 40.725 / 40.725                          | $3.792.609 |
| 2014           |                                 |             |                                                      |                                          |            |
| 6 maggio       | Justin Timberlake               | Stati Uniti | The 20/20 Experience World Tour                      | 49.398 / 49.398                          | $5.147.387 |
| 16 giugno      | One Direction                   | Regno Unito | Where We Are Tour                                    | 83.577 / 83.577                          | $8.190.650 |
| 17 giugno      | One Direction                   | Regno Unito | Where We Are Tour                                    | 83.577 / 83.577                          | $8.190.650 |
| 2016           |                                 |             |                                                      |                                          |            |
| 22 giugno      | Bruce Springsteen               | Stati Uniti | The River Tour 2016                                  | 50.178 / 50.178                          | $4.931.456 |
| 5 luglio       | Coldplay                        | Regno Unito | A Head Full of Dreams Tour                           | 96.511 / 96.511                          | $9.182.590 |
| 6 luglio       | Coldplay                        | Regno Unito | A Head Full of Dreams Tour                           | 96.511 / 96.511                          | $9.182.590 |
| 24 luglio      | Beyoncé                         | Stati Uniti | The Formation World Tour                             | 45.197 / 45.197                          | $4.626.103 |
| 2 ottobre      | Justin Bieber                   | Canada      | Purpose World Tour                                   | 51.080 / 51.080                          | $3.615.874 |
| 2017           |                                 |             |                                                      |                                          |            |
| 31 maggio      | Depeche Mode                    | Regno Unito | Global Spirit Tour                                   | 42.023 / 42.023                          | $3.841.913 |
| 27 giugno      | Guns N' Roses                   | Stati Uniti | Not in This Lifetime... Tour                         | 48.094 / 48.094                          | $5.000.715 |
| 7 agosto       | Robbie Williams                 | Regno Unito | The Heavy Entertainment Show Tour                    | N.D.                                     | N.D.       |
| 3 ottobre      | The Rolling Stones              | Regno Unito | No Filter Tour                                       | 47.002 / 47.002                          | $8.510.736 |
| 2018           |                                 |             |                                                      |                                          |            |
| 23 giugno      | Beyoncé Jay-Z                   | Stati Uniti | On the Run II Tour                                   | 45.356 / 45.356                          | $5.741.911 |